# Else Krüger
Else Krüger (9 tháng 2 năm 1915 - 24 tháng 1 năm 2005) là thư ký (và được cho là tình nhân) của Martin Bormann từ cuối năm 1942 cho đến ngày 1 tháng 5 năm 1945. Cô sinh ra ở Hamburg-Altona.
Cô đã ở trong Führerbunker trong Trận chiến Berlin trong Thế chiến thứ hai. Krüger đã ở cùng Eva Braun, Gerda Christian, Traudl Junge và Constanze Manziarly khi Adolf Hitler nói với họ rằng họ phải chuẩn bị lên đường đến Berghof như những người khác. Tuy nhiên, cô tình nguyện ở lại với Hitler trong Führerbunker. Cô ở đó khi Eva Braun nói rằng cô ấy sẽ không bao giờ rời bỏ Hitler và họ đã ôm nhau. Hitler cho mỗi người phụ nữ một viên cyanide . Sau đó vào chiều ngày 30 tháng 4 năm 1945, Hitler và Brauntự sát .
Sau đó, Krüger rời Führerbunker vào ngày 1 tháng 5 năm 1945 trong một nhóm do Lữ đoàn trưởng SS Wilhelm Mohnke chỉ huy . Vào sáng ngày 2 tháng 5, nhóm này bị các binh sĩ của Hồng quân Liên Xô bắt khi đang trốn trong hầm tại Nhà máy bia Schultheiss-Patzenhofer trên Prinzenallee .
Sau chiến tranh, Krüger bị người Anh thẩm vấn. Sau đó, cô kết hôn với thẩm vấn viên người Anh của mình, Leslie James (1915–1995), vào ngày 23 tháng 12 năm 1947 tại Wallasey, Cheshire Vương quốc Anh. Cô sống dưới cái tên Else James ở Wallasey, và vẫn kết hôn với Leslie cho đến khi anh qua đời .  Bà qua đời tại Đức vào ngày 24 tháng 1 năm 2005 ở tuổi 89, mặc dù có nhiều lời đồn đoán rằng bà đã sống thêm nhiều năm.